# Perro de Chindo
El perro de Chindo (Jindo o Yindo) (coreano hangul=진돗개 hanja=珍島개) es una raza de perro antigua originaria de la isla de Chindo en Corea del Sur, donde se encontraba en forma silvestre, dedicado a la cacería. Fue llevado a los Estados Unidos y otros países por los migrantes coreanos. La raza fue reconocida por el United Kennel Club el 1 de enero de 1998, y por la Federación Cinológica Internacional en 2005.

## Descripción
Posee dos capas de pelo (perro tipo Spitz). La parte superior de la cabeza es amplia y redondeada. Presenta dimorfismo sexual, las hembras tienen la cabeza más angular que los machos. Los ojos son almendrados a redondeados de color castaño. Las orejas son triangulares, erguidas, inclinadas hacia adelante, con el interior cubierto de pelo. Tiene un conjunto completo de dientes uniformemente espaciados, blancos con una mordida de tijera.
La cola es gruesa y fuerte, puede ser ligeramente enroscada sobre la espalda o puesta sobre la espalda en forma de hoz. El pelo en la parte inferior de la cola es grueso, rígido y muy abundante. Las patas son de tamaño mediano, de forma redondeada, con almohadillas gruesas y fuertes. Las uñas son duras y pueden ser negras, crema o grises.
La altura  medida a la cruz oscila entre 48 y 53 cm para los machos y 45 a 50 cm para las hembras. El rango de peso normal para el macho es de 18 a 27 kg para el macho y 16 a 25 kg para la hembra.

### Tipos de cuerpo
Presenta dos tipos de cuerpo diferentes::
- Tonggol o Gyupgae: es más musculoso y fornido con igual proporción de altura y longitud (10:10). La altura del pecho es aproximadamente igual a la mitad de la altura a la cruz. El lomo es típicamente más corto.
- Hudu o Heutgae: es más delgado, con profundidad del pecho un poco menor y lomo ligeramente más largo. Además, tiende a tener más alargadas las orejas, hocico y la cabeza.

El Gakgol es una combinación de los dos tipos básicos, con la longitud del cuerpo del Hudu y la profundidad del pecho del Tonggol.

### Colores
Presenta cinco coloraciones:

Baekgu (chindo blanco).

- Blanco (baekgu): pelo de color blanco hueso a marfil, con tonos canela o castaño alrededor de la punta de las orejas, la parte posterior de las patas traseras y la punta de la cola. Algunos tienen una raya sutil bronce a canela que va desde la cabeza, bajando por encima del lomo hasta la punta de la cola.
- Leonado (hwangu): pelo del color del trigo maduro u ocre.
- Gris: se ve gris o grisáceo a distancia, pero en realidad tiene pelos blancos, negros y leonados.
- Negro y bronce: cabeza y parte superior del cuerpo negros; canela sobre el hocico, en el vientre y las patas y una mancha canela sobre cada ojo.
- Rayado: conocido como "tigre". Presenta rayas canela, marrón o negras sobre fondo leonado.

## Temperamento
Es bien conocido por su lealtad inquebrantable y naturaleza gentil. Muy activo, necesita espacio para andar y correr. Debido a sus fuertes patas traseras, puede saltar alto. Un joven Jindo puede intentar saltar por encima de una cerca o pared, incluso por medio de un árbol o excavar debajo, o dañar la casa si está confinado en interiores.
Es un excelente perro guardián, capaz de distinguir familia, amigos, extraños y enemigos. Solamente recibe alimento de sus amos. Demuestra aversión al agua y a las corrientes de agua.

## Historia
Los expertos coinciden en que esta raza vivió en la isla de Chindo durante mucho tiempo. Los estudios genéticos han demostrado su parentesco con el perro esquimal canadiense, así como con los perros de Sajalín y con otras razas coreanas, incluido el Sapsali. Esto significa que pertenece a un grupo antiguo de perros que pasaron de Asia a América hace siglos. Los estudiosos del perro de Carolina del sudeste de Estados Unidos han encontrado notorias similitudes entre ese perro y el de Chindo. Ha habido sin embargo muchas teorías sobre el origen del perro de Chindo. Una de ellas lo consideraba híbrido de perros nativos con perros mongoles de la época en que fuerzas mongolas invadieron Corea, alrededor del siglo XIII.
Actualmente está protegido por la Ley de Protección de Bienes Culturales de Corea. En 1962 el Gobierno de Corea del Sur designó esta raza como el "Tesoro Natural 53" y aprobó la Ordenanza de Preservación del Perro de Chindo. Se sabe que anteriormente estos perros eran vendidos ilegalmente y salían de contrabando a varios países, pero ahora, debido a la situación especial del Chindo, es muy difícil exportar Chindos pura raza de Corea. Los Perros de Chindo marcharon en las ceremonias de apertura de los Juegos Olímpicos de Seúl 1988.